# Caravina
Caravina (Presidente Prudente),  é um político brasileiro, filiado ao PSDB. Nas eleições de 2022, foi eleito deputado estadual pelo MS.